# Dana Zlatohlávková
Dana Zlatohlávková (* 15. srpna 1979 Praha) je česká redaktorka a moderátorka, pracuje v zahraniční redakci České televize (ČT) a v letech 2018 až 2019 byla zahraniční zpravodajkou ČT v Polsku. Je také režisérkou, scenáristkou, střihačkou a kameramankou nezávislých dokumentů.

## Život
Vystudovala žurnalistiku a mediální studia na Fakultě sociálních věd Univerzity Karlovy v Praze (promovala v roce 2005).[zdroj?]
Od roku 2005 pracuje jako redaktorka zahraniční redakce České televize. Byla editorkou a moderátorkou pořadu Prizma (2011), dále pak moderátorkou pořadu Horizont ČT24. Od počátku roku 2018 se stala zahraničním zpravodajem ČT v Polsku, kde nahradila Miroslava Karase. Na konci března 2019 ji však vystřídal Lukáš Mathé a ona sama se vrátila do Prahy.
S Danem Přibáněm spolupracuje na režii nezávislých dokumentů (Trabantem Hedvábnou stezkou, Trabantem napříč Afrikou, Trabantem Jižní Amerikou), přičemž díl o Africe získal několik ocenění. V roce 2010 absolvovala armádní kurz přežití pro novináře ve Vyškově. Je spoluautorkou knih Život pyrotechnika a Život mezi zbraněmi, které napsala s Antonínem Klůcem. Mezi její záliby patří potápění, lyžování, pyrotechnika, adrenalin, zbraně a jízda na motorce.[zdroj?]